# Ormocarpopsis
Genre
Ormocarpopsis est un genre de plantes à fleurs dicotylédones de la famille des Fabaceae, sous-famille des Faboideae, originaire de Madagascar, qui compte six espèces acceptées.

## Liste d'espèces
Selon The Plant List (6 octobre 2018) :
- Ormocarpopsis aspera R.Vig.
- Ormocarpopsis calcicola R.Vig.
- Ormocarpopsis itremoensis Du Puy & Labat
- Ormocarpopsis mandrarensis Dumaz-le-Grand
- Ormocarpopsis parvifolia Dumaz-le-Grand
- Ormocarpopsis tulearensis Du Puy & Labat